# Ruta 16 (Uruguai)
A Ruta 11 (também designada como José Batlle y Ordóñez) é uma rodovia do Uruguai que liga o balneário de Aguas Dulces a um trecho da Ruta 14, 30 km de La Coronilla quase na fronteira com o Brasil. Seu trajeto passa inteiramente pelo departamento de Rocha.
O trecho entre a Ruta 14 e a cidade de Castillos foi nomeado Camino de los Indios pela lei 18209, de 3 de dezembro de 2007. Já o segmento entre a Ruta 10 e a Ruta 9 foi denominado Chasque Francisco De Los Santos pela lei 18375 de 17 de outubro de 2008.